# Іравере
І́равере (ест. Iravere küla) — село в Естонії, у волості Торма повіту Йиґевамаа.

## Населення
Чисельність населення на 31 грудня 2011 року становила 20 осіб.

## Історія
На мапах 18-го століття село позначалось як Irrafer.